# 79К6 «Пелікан»
79К6 «Пелікан» (експортний варіант — 80К6, 80К6Т) — трикоординатна радіолокаційна станція кругового огляду виробництва НВК «Іскра». Призначена для роботи в умовах наявності перешкод природного та навмисного типу. Може бути використана в протиповітряній обороні, для видачі даних про ціль на зенітно-ракетний комплекс, а також як інформаційна ланка з військово-повітряними цілями і підрозділами ППО щодо забезпечення безпеки польотів.
РЛС побудована на базі цифрової фазованої активної решітки. Однією з особливостей даної РЛС є висока середня потужність випромінюваного сигналу, що досягається за рахунок застосування сучасного багатопроменевого клістронного передавача. Таке значення в понад три рази перевершує значення середньої потужності сучасної транзисторної РЛС. Висока стабільність передавальної системи в поєднанні з високою частотою повторення зондувальних імпульсів дозволяють ефективно гасити пасивні перешкоди і виявляти цілі з малими радіальними швидкостями.
Також існують поліпшені модифікації РЛС 80К6М — мобільна станція, створена в інтересах Азербайджану, та 80К6Т — транспортабельна як проєкт подальшого вдосконалення

## Історія
Розробка радіолокаційної станції РЛС 79К6 «Пелікан» розпочиналася ще за часів СРСР. Її виробник — Казенне підприємство «Науково-виробничий комплекс „Іскра“». У 1992 році підприємство уклало з Міноборони України договір про виготовлення «Пелікана». Проте через недостатнє фінансування дослідно-конструкторська документація була розроблена лише 2000 року, а дослідний зразок з'явився 2006-го. Того ж року проведено його державні випробування, а вже 2007-го цю РЛС прийняли на озброєння.
Станція 79К6 була вперше застосована восени 2016 року на навчаннях «Рубіж — 2016». Нову техніку перевіряли в умовах максимальних навантажень. Спочатку екіпаж РЛС здійснив марш на 120 кілометрів у певну позицію. На полігоні провели заняття з відновлення техніки при її виході з ладу: автомобільної — на марші, а електротехнічної — після застосування зброї. Після цього відпрацювали розгортання і згортання станції та перевірили її можливості з бойового застосування.
В травні 2020 року казенне підприємство «НВК „Іскра“» виготовило дослідний зразок перспективної РЛС 80К6КС1 на сучасних твердотільних модулях і з використанням технологій цифрових антенних решіток. 80К6КС1 є модифікацією лінійки станцій 79К6 та 80К6, що добре зарекомендували себе у Повітряних Силах. РЛС 80К6КС1 сумісна з наявними зенітними ракетними комплексами як ЗС України, так і закордонного виробництва. Наразі підприємством успішно завершено попередні випробування дослідного зразка. Найближчим часом очікується початок державних випробувань.

## Можливості
«Пелікан» — радіолокаційна станція кругового огляду з координатним і трасовим виходами, яка працює автономно або у складі регіональних і національних автоматизованих систем управління (АСУ). Уся апаратура цієї РЛС розміщується в одній транспортній одиниці. «Пелікан» використовується як інформаційна ланка в підрозділах Збройних Сил для контролю та управління повітряним рухом. Станція виявляє і супроводжує повітряні об'єкти, визначає їх швидкість без перешкод і за наявності активних і пасивних перешкод, а також при їх комбінованому впливі; визначає державну належність повітряних об'єктів, отримує від своїх літаків індивідуальну та польотну інформацію, виконує інші завдання.
РЛС також можна використовувати для взаємодії з командними пунктами регіональних та національних АСУ, і що особливо важливо — у складі зенітно-ракетних військ для видачі цілевказівок зенітно-ракетним комплексам. Поява в українській армії РЛС 79К6 дозволила автономно застосовувати зенітні ракетні дивізіони С-300ПТ (ПС). Окрім того, можливе застосування цієї РЛС у бригадній структурі (6 дивізіонів).
За основними тактико-технічними характеристиками РЛС 79К6 не поступається зарубіжним аналогам, а її вартість щонайменше вдвічі менша за відомі зразки, наприклад, РЛС AN/TPS-117 виробництва компанії Northrop Grumman.

## Варіанти

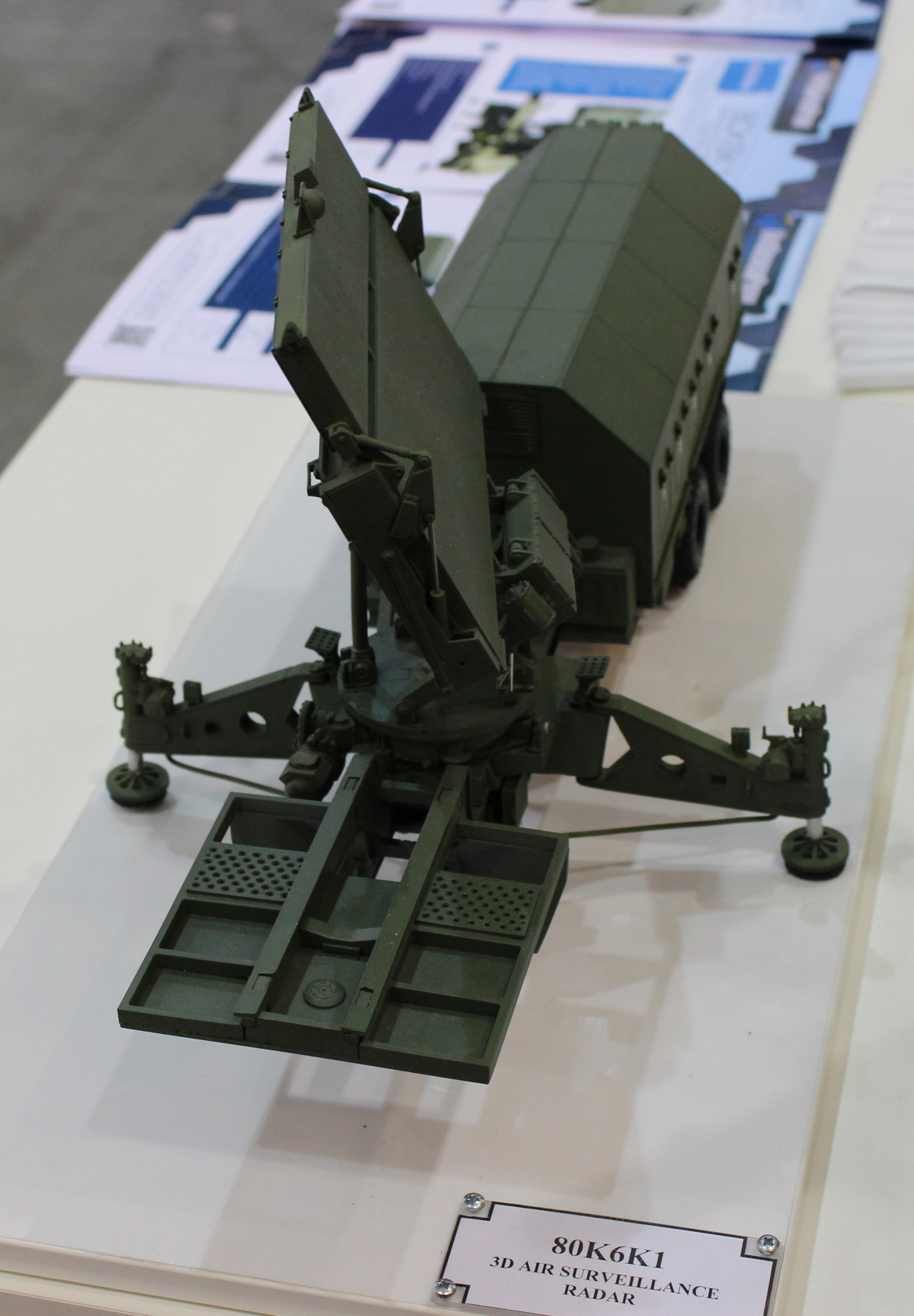
Масштабований макет радарної установки 80К6К1.

- 79К6 базовий варіант
- 80К6[7] — експортний[8] варіант 79К6 (кут огляду дорівнює 35 градусів), встановлений на двох машинах КрАЗ-6446. Час розгортання РЛС складає 30 хвилин[9]
- 80К6Т — варіант 80К6 на твердотільних модулях[10], розташований на двох автомобільних причепах. Час розгортання РСЛ складає 15 хвилин, кут огляду дорівнює 70 градусів[11]. Вперше продемонстрована на виставці «Зброя та Безпека-2017»[2][12]
- 80К6М — модернізований експортний варіант 80К6, представлений в 2013 році (кут огляду дорівнює 55 градусів), встановлений на одному автомобільному шасі МЗКТ підвищеної прохідності[13]. Час розгортання РЛС складає 6 хвилин.
- 80К6К1 — варіант станції 80К6, встановлений на двох вантажівках КрАЗ-6322 (демонстраційний комплекс вперше представлений 30 вересня 2014 року на XI-й міжнародній спеціалізованій виставці «Зброя та безпека-2014»). Час розгортання РЛС складає 6 хвилин[14], інструментальна дальність — 400 км[15].
- 80К6КС1 «Фенікс-1» — розроблена в рамках модернізації радіолокаційної станції 79К6 для її застосування у складі зенітного ракетного комплексу «Бук-М1». Прийнято на озброєння Збройних сил України у вересні 2021 року[16].

## Тактико-технічні характеристики
Основні ТТХ РЛС 79К6 «Пелікан»:
- Максимальна дальність виявлення цілі: 400 км.
- Дальність виявлення цілі на висоті польоту:
  - 100 м — 40 км,
  - 1000 м — 110 км,
  - 10–30 км — 300—350 км.

Основні ТТХ експортного варіанту РЛС 80К6:
- Робочий діапазон частот: S
- Максимальні межі роботи радіолокатора:
  - за дальністю, км: 400
  - за азимутом, град: 360
  - за кутом місця, град: 0…35, 55
  - за висотою, км: 40
- Період огляду, с: 5, 10
- Дальність виявлення цілі, ЕПР=3—5 м² (при P=0,8 F=10-6) при висоті польоту 10 км: 200…250
- Тип антени: цифрова фазована антенна решітка
- Тип передавача: багатопроменевий клістрон
- Пікова потужність передавача, кВт: 130
- Число променів у вертикальній площині: 12
- Придушення пасивних завад, дБ: 50
- Придушення активних завад, дБ: 20
- Кількість супроводжуваних цілей, більше: 300
- Апаратура системи розпізнавання державної приналежності: вбудована
- Кількість транспортних одиниць: 2
- Час розгортання/згортання, хв: 30

## Оператори
- Україна
  - Збройні Сили України: прийнято на озброєння в 2007 році. Відомо про передачу першої станції на початку 2017 року[18]. У червні 2018 року була передана іще щонайменше одна станція[19].

### Україна
В червні 2021 року оглядова РЛС 80К6КС1 «Фенікс» на сучасних твердотільних модулях та з використанням технологій цифрових антенних решіток пройшла державні випробування.
Випробування відбулися за програмою, затвердженою Міністерством оборони України, та тривали майже три місяці. За їхніми результатами станція підтвердила заявлені тактико-технічні характеристики. Комісія рекомендувала прийняти її на озброєння Збройних Сил України, а також організувати серійне виробництво цієї техніки.
Ця РЛС є продовженням лінійки радарів типу 79К6 і 80К6 та здатна ефективно діяти у складі зенітних ракетних комплексів, які є на озброєнні ЗСУ та низки іноземних армій.
Особливістю 80К6КС1 полягає у побудові передавального пристрою на сучасних твердотільних модулях, використанні технологій цифрових антенних решіток, реалізації на новітній елементній базі спеціальних обчислювачів радіолокаційних сигналів, які працюють за розробленими на підприємстві високоефективними алгоритмами.
Крім того, для підвищеної мобільності радіолокаційної станції вся апаратура розміщується на одному транспортному засобі вітчизняного виробництва. Це дозволяє розгортати та згортати мобільну станцію за лічені хвилини.
У вересні 2021 року станцію виявлення 80К6КС1 «Фенікс-1» було прийнято на озброєння Збройних сил України. «Фенікс-1» має стати очима дивізіонів протиповітряної оборони України, у яких на озброєнні стоять комплекси «Бук-М1» та підрозділів радіотехнічних військ Повітряних Сил ЗСУ.

### Відео
- Рекламне відео про РЛС 80К6К1 від 2016 року на YouTube
- 3D РЛС 80К6Т на «Зброя та безпека 2017» на YouTube